# Chiroderma improvisum
Chiroderma improvisum är en fladdermusart som beskrevs av R. J. Baker och Hugh H. Genoways 1976. Chiroderma improvisum ingår i släktet Chiroderma och familjen bladnäsor. IUCN kategoriserar arten globalt som sårbar. Inga underarter finns listade i Catalogue of Life. Artepitet i det vetenskapliga namnet är latin och betyder "oförmodat". Det syftar på utbredningsområdet som ligger en bra bit norr om den förut kända utbredningen för släktet Chiroderma.
Två dokumenterade individer hade en absolut kroppslängd av 85 till 87 mm, ingen synlig svans, cirka 57 mm långa underarmar, 15 till 17 mm långa bakben och ungefär 21 mm långa öron. Arten är så störst i släktet Chiroderma. Hos en hanne bildades pälsen på ovansidan av bruna hår med mörkare spetsar. Den andra individen var en hona med hår som hade tre tydliga avsnitt, mörkbrun vid roten, ljusbrun i mitten och åter mörkbrun vid spetsen. Pälsen på ovansidan är tät och lite ullig. På undersidan förekommer gråbrun päls med vita spetsar. Fladdermusen har vita strimmor vid varje öga. Liksom hos andra bladnäsor finns en hudflik (bladet) på näsan.
Denna fladdermus förekommer på Guadeloupe och Montserrat. Arten vistas ofta i galleriskogar. Troligen äter den frukter liksom andra medlemmar av samma släkte.